# Batalla de Oriamendi
La batalla de Oriamendi tuvo lugar en esta localidad de las inmediaciones de San Sebastián el 16 de marzo de 1837 en el transcurso de la primera guerra carlista, en la cual se enfrentaron tropas carlistas e isabelinas, formando parte fundamental de las segundas la Legión Auxiliar Británica, conocida también como «Legión Evans».

## Antecedentes
Desde principios de 1834, San Sebastián se hallaba incomunicada prácticamente con Vitoria y Pamplona, y con Bilbao solo lo hacía por mar. Tras el fracaso del sitio de Bilbao en junio de 1835, parte de las tropas carlistas de los batallones guipuzcoanos que habían participado en aquel comenzaron a sitiar San Sebastián. La Legión Auxiliar Británica, al comprobarse en Álava, su primer destino, que no poseía experiencia para actuar contra la táctica guerrillera de bosque y montaña carlista, fue nuevamente conducida a Bilbao y desde allí transportada por mar a San Sebastián, donde formó parte de su guarnición hasta que fue disuelta. Aquí tenía también ayuda de una flota británica que poseía permiso de utilizar el cercano puerto de Pasajes.
A principios de 1837, el mando isabelino del norte planeó una ofensiva de grandes alcances que consistía, fundamentalmente, en que sus fuerzas estacionadas en Pamplona, Bilbao y San Sebastián saldrían de sus guarniciones a un mismo tiempo, convergiendo en un lugar que nunca quedó definido con claridad, pero que estaría situado entre el alto Deva y el alto Urola.
Espartero no encontró sentido en realizar esta operación por lo que salió de Bilbao con poco entusiasmo el día 10 y aunque consiguió llegar hasta Elorrio, volvió a su punto de partida al ver el tesón con el que se oponían a su marcha los carlistas.
Sarsfield partió con su importante fuerza de Pamplona el día 11 y se dirigió hacia Irurzun para penetrar por allí en Guipúzcoa. Los carlistas, que tenían por un lado conocimiento del plan isabelino y por otro, conocían la importancia de las fuerzas que habían de partir de Pamplona, enviaron contra ellas al grueso de sus tropas al mando del infante Sebastián, rechazándolas y obligándolas a volver a Pamplona el día 12.

## La batalla
Evans inició su ataque desde San Sebastián el día 10, ocupando Lezo y Ametzagaña. Al día siguiente, ante la nula resistencia ofrecida por la débil fuerza enemiga, dejó descansar a su tropa. El día 12 inició su ataque a Loyola, conquistando la localidad al día siguiente. El 14 marchó con el grueso de su tropa por Ayete a ocupar Oriamendi, lo que consiguió realizar un día después. Pero ya esa misma noche del día 15 llegaron a Tolosa, tras dura marcha, las tropas carlistas que habían rechazado a Sarsfield en Navarra y al amanecer el día, sin haber descansado, llegaron a Hernani, iniciando inmediatamente el combate. Las fuerzas cristinas intentaron un ataque al flanco derecho de los carlistas, pero este fue rechazado y una dura contraofensiva carlista en el centro del ejército isabelino desbarató la ofensiva enemiga. El ejército cristino se retiró descalabrado, sin orden y con grandes pérdidas a San Sebastián.
Una compañía de infantería regular británica perteneciente a su armada con base en Pasajes, salió desde San Sebastián para cubrir la retirada de sus compatriotas. El que Inglaterra interviniese directamente con fuerzas regulares en esta guerra es un hecho insólito.

## Anecdotario
Los restos mortales de varios oficiales y combatientes británicos que perecieron en esta batalla descansan en la actualidad en el popular "cementerio de los ingleses" del parque situado en el monte Urgull de San Sebastián.
Los carlistas encontraron en entre su botín de guerra las partituras de unos ingleses. Esta partitura fue adaptada y convertida en el himno oficial del carlismo como la marcha de Oriamendi.